# Old Mill Creek
Old Mill Creek – wieś w Stanach Zjednoczonych, w stanie Illinois, w hrabstwie Lake.